# Anthoboscus tricolor
Anthoboscus tricolor är en skalbaggsart som först beskrevs av Louis Alexandre Auguste Chevrolat 1835. Anthoboscus tricolor ingår i släktet Anthoboscus och familjen långhorningar.
Artens utbredningsområde är:
- Costa Rica.
- El Salvador.
- Guatemala.
- Honduras.
- Nicaragua.
- Panama.

Inga underarter finns listade i Catalogue of Life.